# Boophone disticha
Boophone disticha är en amaryllisväxtart som först beskrevs av Carl von Linné d.y., och fick sitt nu gällande namn av Herb.. Boophone disticha ingår i släktet Boophone och familjen amaryllisväxter. Inga underarter finns listade i Catalogue of Life.
Växten har använts av Khoikhoi för att bereda pilgift.

## Bildgalleri

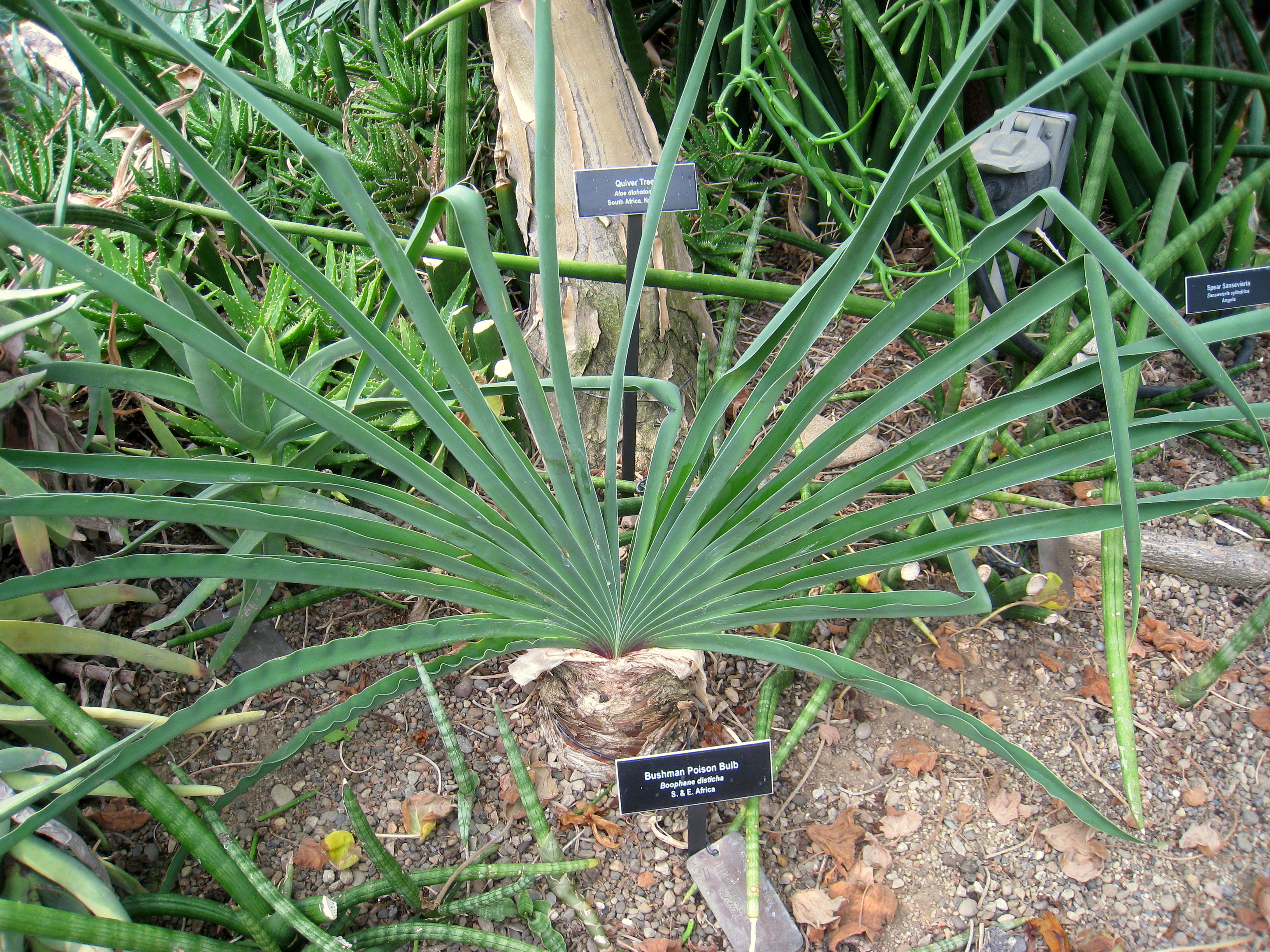
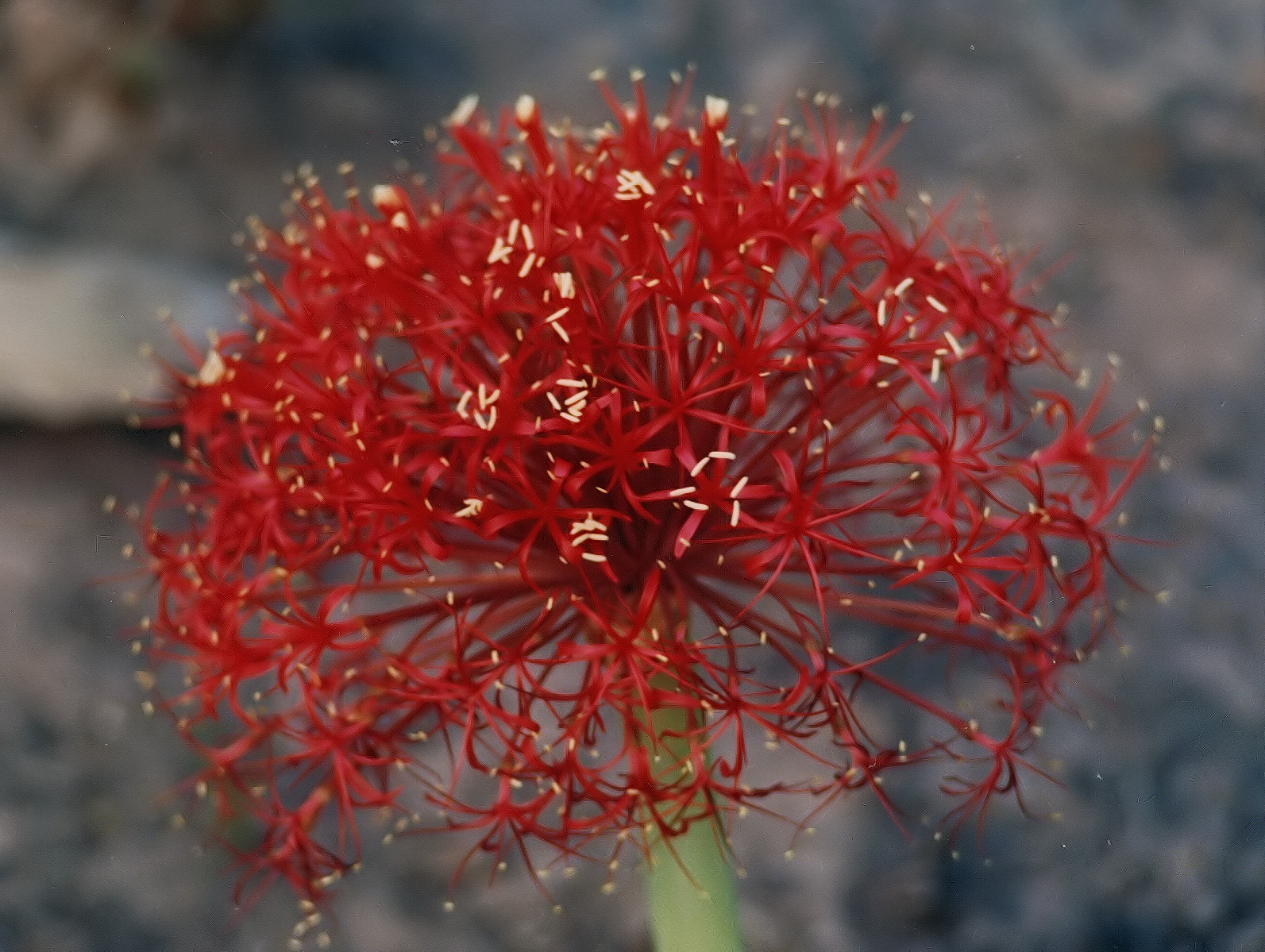
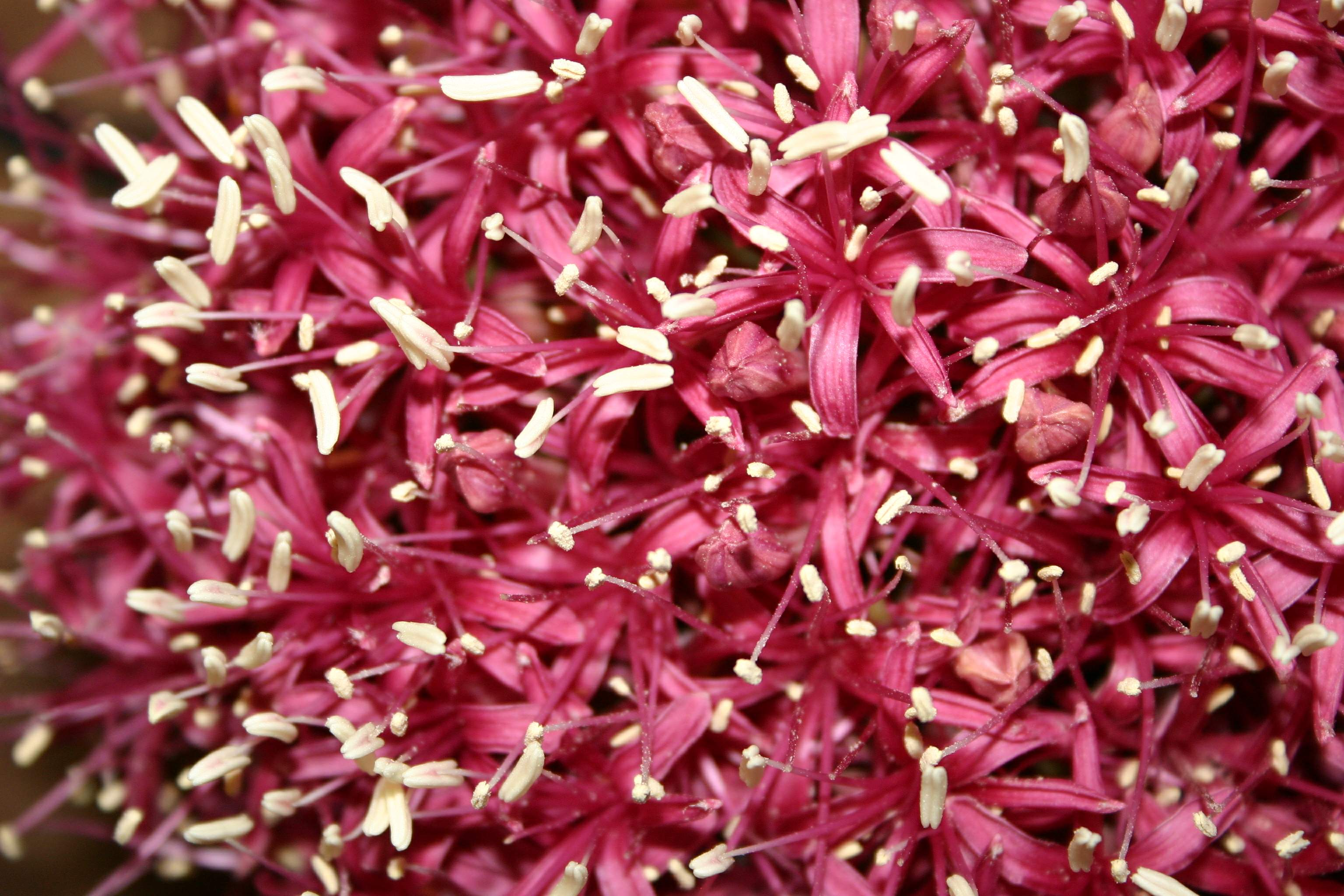
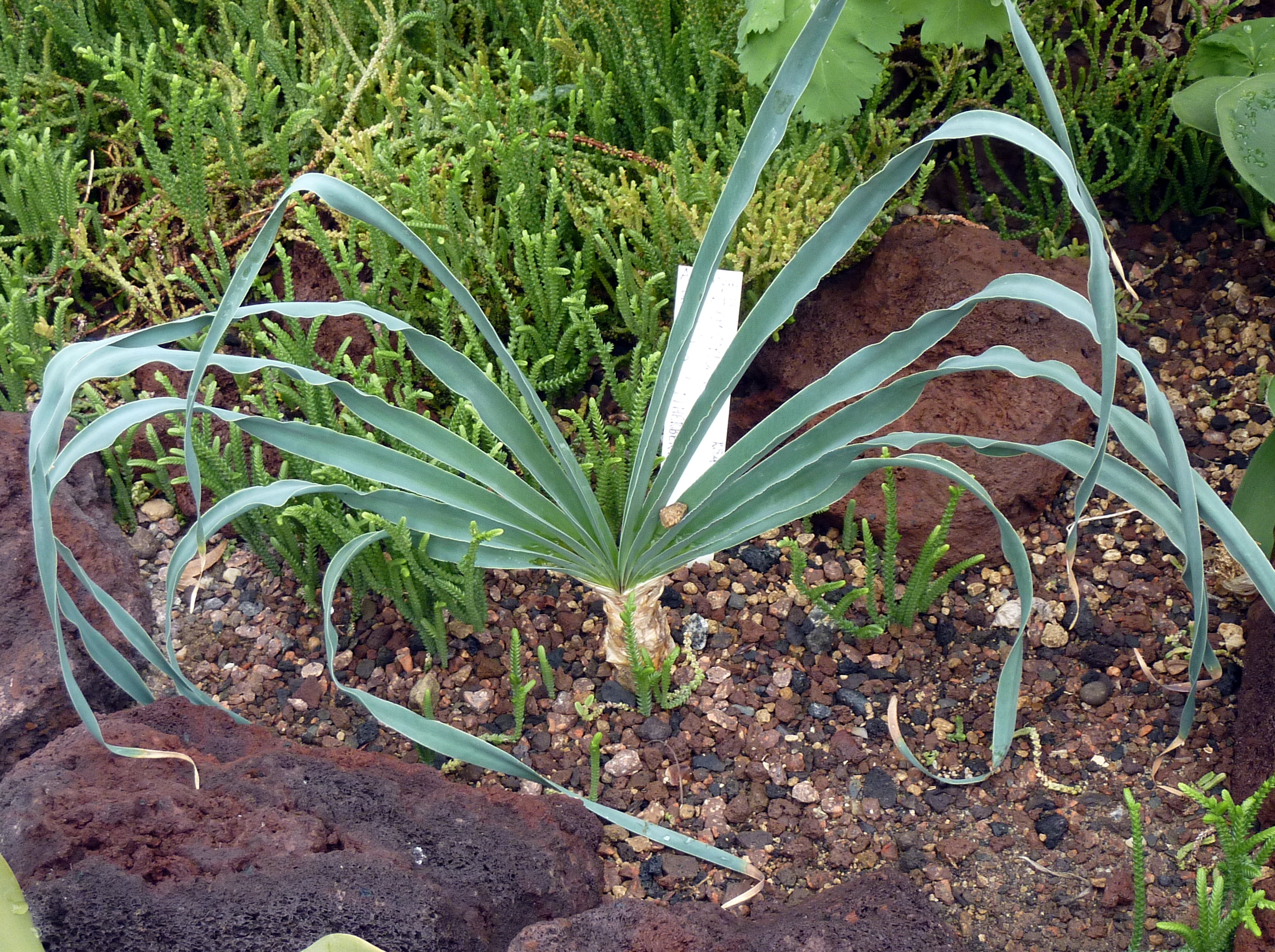
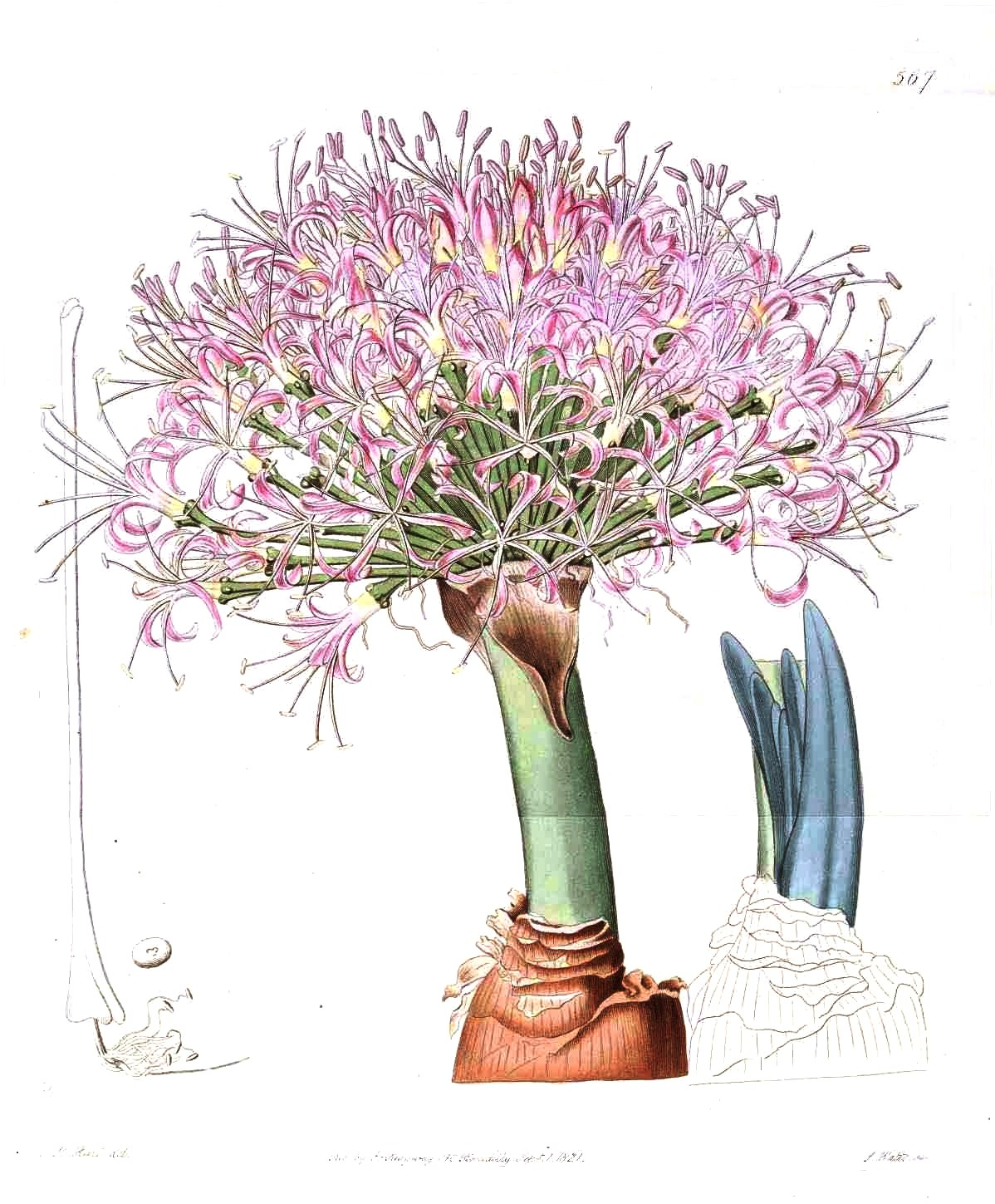
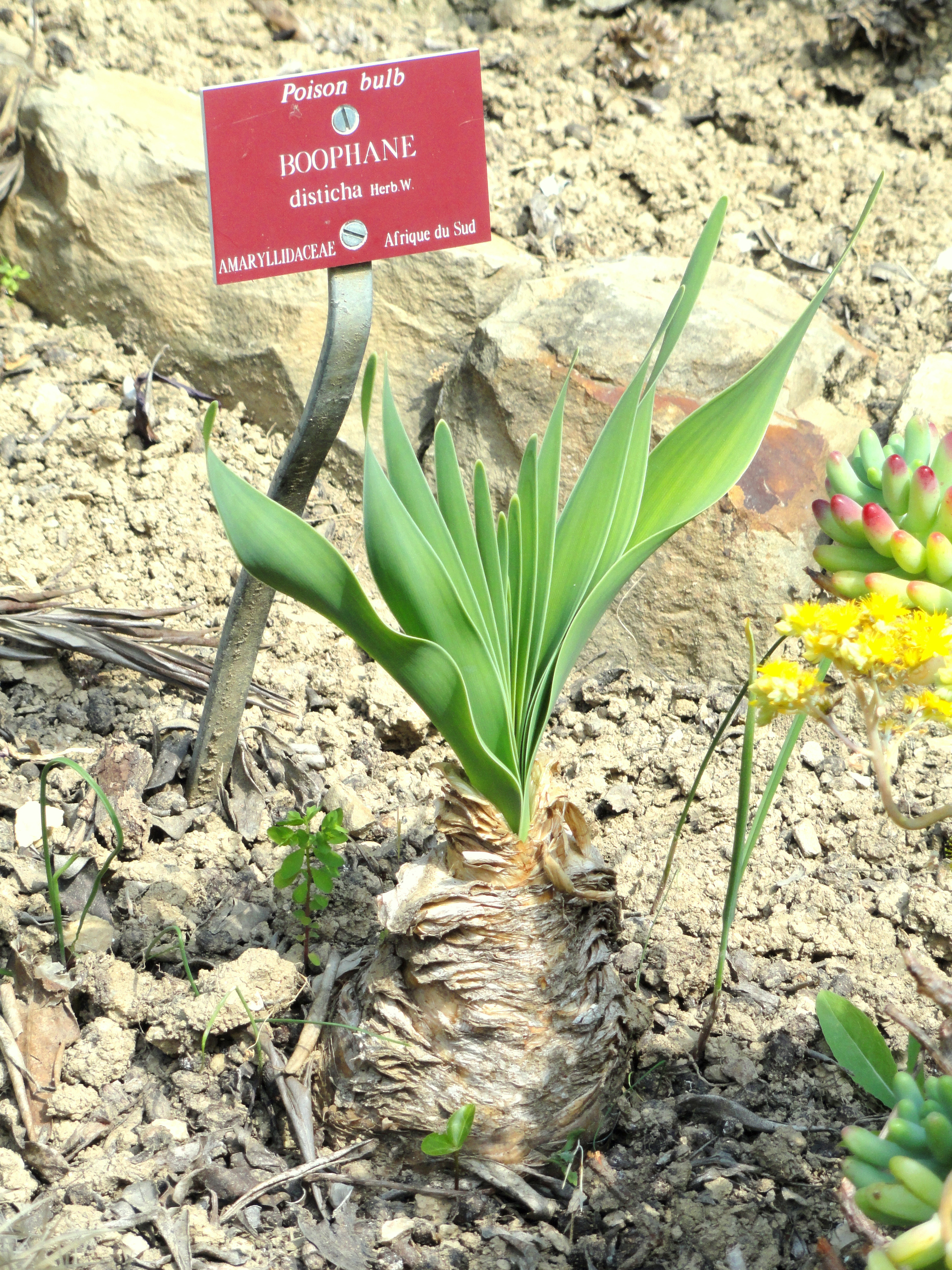